# Mila Ximénez
Milagros Ximénez de Cisneros Rebollo (Sevilla, 21 de maig de 1952 - Madrid, 23 de juny de 2021), coneguda com a Mila Ximénez, va ser una col·laboradora de programes de crònica social i escriptora espanyola.

## Biografia
Filla de Manuel Ximénez de Cisneros Muñoz de León (1924 - 2008) i de Nicolasa Rebollo Burgueño (1926 - 2009). Tenia tres germans: Concepción (Concha), Manuel (Manolo) i Encarnación (Nani).
A principis dels anys 80 inicia una relació sentimental amb el tennista Manuel Santana, fruit de la qual neix el 15 d'abril de 1984 la seva filla Alba. La parella va contreure matrimoni civil el 9 de febrer de 1983; en aquesta etapa adopta professionalment el cognom del seu marit. Encara que durant 1986 van planejar el seu matrimoni per l'Església (després de l'anul·lació del primer matrimoni del tennista amb María Fernanda González-Dopeso), es divorcien tres anys després del casament. A la fi de la dècada, viuria una relació sentimental amb l'actor José Sacristán.
Encara que havia començant a estudiar periodisme a la seva ciutat natal, no arriba a acabar els estudis. Des de febrer de 1986 i durant un any col·labora en el diari ABC, fent-se càrrec d'una secció setmanal anomenada Cafè amb Mila Santana, on realitza entrevistes a Andrés Segòvia, Antonio Mingote, Cayetana d'Alba, Leonard Cohen, Plácido Domingo, Terenci Moix, Antonio Asensio, José María García, Miguel Bosé, Pedro Almodóvar, José María Ruiz-Mateos, Carmen Sevilla i Boris Becker, entre d'altres. Anteriorment havia realitzat algunes col·laboracions en revistes de tennis.
Després d'unir-se professionalment al periodista Jaime Peñafiel, en la publicació La Revista (1984), col·labora, entre 1985 i 1987, al programa radiofònic de gran èxit Directamente Encarna, que conduïa Encarna Sánchez a la Cadena COPE.
A principis de la dècada de 2000, s'incorpora a la plantilla de periodistes de Telecinco, cadena en la qual ha col·laborat, successivament, als programes Crónicas Marcianas (2004), TNT (2004-2007), A tu lado (2004-2007), La Noria (2007-2012), Sálvame i Deluxe (2009-2021), Abre los ojos... y mira (2013-2014), Supervivientes (2015).
Durant la seva etapa televisiva ha realitzat, en diferents ocasions, declaracions sobre la vida privada de la coblaire Isabel Pantoja que han acabat als tribunals. També ha estat condemnada per intromissió il·legítima en l'honor de Carmen Lomana. La col·laboradora ha mantingut disputes televisives i judicials amb diferents personatges com el torero Jaime Ostos, el periodista Pipi Estrada i la seva exparella Miriam Sánchez, o periodistes com Karmele Marchante o Ángela Portero, companyes del seu programa.
La seva filla Alba, casada amb Aviv Miron l'any 2006, li ha donat dos nets, Alexander (2007) i Victoria (2012).
El juny de 2020, Mila Ximenez va ser diagnosticada amb un càncer de pulmó amb metàstasi, que l'obligà a sotmetre's a tractaments molt agressius de quimioteràpia i radioteràpia.
Finalment, el dia 23 de juny de 2021, Mila va morir a casa seva, acompanyada de la seva família.

## Obres
- Perdón si no hablo de mí (2005) ISBN 978-84-96280-31-1
- Gitana, ¿tú me quieres? (2007) ISBN 978-84-8460-650-5